# Klaus Kribben

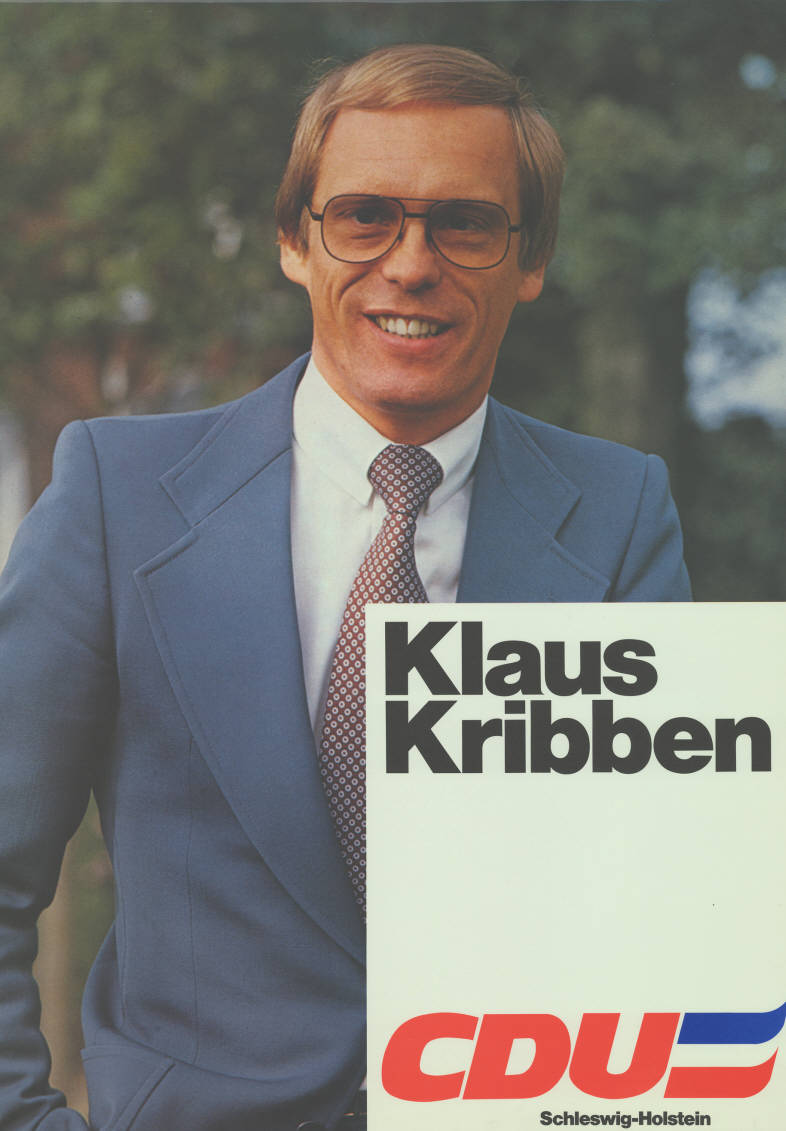
Kandidatenplakat zur Landtagswahl in Schleswig-Holstein 1979

Klaus Kribben (* 21. Oktober 1937 in Köln) ist ein deutscher Politiker (CDU).
Er war von 1985 bis 1988 und von 1991 bis 1992 Vorsitzender der CDU-Fraktion im Landtag von Schleswig-Holstein.

## Leben und Beruf
Nach dem Abitur in Lingen leistete Kribben seinen Wehrdienst ab und absolvierte anschließend ein Studium der Rechtswissenschaft in München, welches er mit dem ersten juristischen Staatsexamen beendete. In seiner Studienzeit wurde er Mitglied der katholischen Studentenverbindung K.D.St.V. Trifels München. Nach dem Referendariat legte er auch das zweite Staatsexamen ab und war anschließend in verschiedenen Unternehmen tätig. Von 1969 bis 2003 war er Geschäftsführer des Verbandes der Südholsteinischen Wirtschaft e.V.
Klaus Kribben ist verheiratet.

## Abgeordneter
Von 1975 bis 1996 war Kribben Mitglied des Landtages von Schleswig-Holstein. Dort war er von 1977 bis 1979 stellvertretender Vorsitzender und von 1979 bis 1987 sowie von 1988 bis 1991 Vorsitzender des Wirtschaftsausschusses. Ab 1979 gehörte er auch dem Vorstand der CDU-Landtagsfraktion an und war von 1983 bis 1985 zunächst stellvertretender Fraktionsvorsitzender. Nachdem der bisherige Fraktionsvorsitzende Heiko Hoffmann das Amt des schleswig-holsteinischen Justizministers übernommen hatte, wurde Kribben am 16. Dezember 1985 zu dessen Nachfolger gewählt. Nach der Landtagswahl 1988 musste Kribben den Fraktionsvorsitz wieder an Heiko Hoffmann abgeben, der als Spitzenkandidat der CDU zur Wahl angetreten war. Nachdem Hoffmann sein Amt im Februar 1991 aufgegeben hatte, wurde Kribben am 7. Februar 1991 wiederum zu dessen Nachfolger als Fraktionsvorsitzender gewählt. Damit war er noch bis zum Ende der Wahlperiode im Mai 1992 Oppositionsführer im schleswig-holsteinischen Landtag.
Klaus Kribben ist 1988 und 1992 über die Landesliste und davor stets als direkt gewählter Abgeordneter des Wahlkreises Reinbek in den Landtag eingezogen.

## Öffentliche Ämter
Kribben war vom 22. September bis zum 14. Oktober 1982 Staatssekretär im Ministerium für Wirtschaft und Verkehr des Landes Schleswig-Holstein sowie vom 14. Oktober 1982 bis zum 2. Oktober 1987 Parlamentarischer Vertreter des Wirtschafts- und Verkehrsministers.